# Ian Cole
Ian Douglas Cole (* 21. Februar 1989 in Ann Arbor, Michigan) ist ein US-amerikanischer Eishockeyspieler, der seit Juli 2024 bei den Utah Mammoth aus der National Hockey League unter Vertrag steht. Zuvor war der Verteidiger in der NHL bereits für die St. Louis Blues, die Pittsburgh Penguins, Columbus Blue Jackets, Colorado Avalanche, Minnesota Wild, Carolina Hurricanes, Tampa Bay Lightning sowie die Vancouver Canucks aktiv, wobei er mit den Penguins in den Playoffs 2016 und 2017 den Stanley Cup gewann.

## Karriere
Ian Cole begann seine Karriere als Eishockeyspieler im USA Hockey National Team Development Program, für das er von 2005 bis 2007 in der Juniorenliga North American Hockey League aktiv war. Anschließend wurde er im NHL Entry Draft 2007 in der ersten Runde als insgesamt 18. Spieler von den St. Louis Blues ausgewählt. Zunächst besuchte er jedoch drei Jahre lang die University of Notre Dame, für deren Eishockeymannschaft er parallel in der Central Collegiate Hockey Association spielte. Mit seiner Mannschaft gewann er 2009 die Meisterschaft der CCHA. Er selbst wurde in das erste All-Star Team der CCHA sowie in das erste All-American Team der West-Konferenz der National Collegiate Athletic Association gewählt.
Gegen Ende der Saison 2009/10 gab Cole für St. Louis’ Farmteam Peoria Rivermen sein Debüt im professionellen Eishockey, als er in neun Spielen in der American Hockey League ein Tor und vier Vorlagen erzielte. In der Saison 2010/11 lief der US-Amerikaner auch erstmals für die St. Louis Blues in der National Hockey League auf. In seinem Rookiejahr erzielte er in 26 Spielen ein Tor und drei Vorlagen. Parallel lief er weiterhin für Peoria in der AHL auf. In der folgenden Spielzeit stand er ebenfalls für St. Louis in der NHL und Peoria in der AHL auf dem Eis.
Im März 2015 – Cole hatte sich mittlerweile im NHL-Aufgebot etabliert – gaben ihn die Blues an die Pittsburgh Penguins ab und erhielten im Gegenzug Robert Bortuzzo sowie ein Siebtrunden-Wahlrecht für den NHL Entry Draft 2016. In der folgenden Saison 2015/16 gewann der Verteidiger mit den Penguins den Stanley Cup und wiederholte diesen Erfolg im Jahr darauf. Nach fast drei Jahren in Diensten der Penguins wurde Cole im Februar 2018 gemeinsam mit Filip Gustavsson sowie einem Erstrunden-Wahlrecht im NHL Entry Draft 2018 und einem Drittrunden-Wahlrecht im NHL Entry Draft 2019 an die Ottawa Senators abgegeben. Im Gegenzug erhielt Pittsburgh Derick Brassard, Vincent Dunn und ein Drittrunden-Wahlrecht im NHL Entry Draft 2018. Die ebenfalls in den Transfer involvierten Vegas Golden Knights gaben zudem Tobias Lindberg an die Penguins ab und übernahmen 40 Prozent von Brassards Gehalt. Im Gegenzug erhielten sie Ryan Reaves und eine Viertrunden-Wahl im NHL Entry Draft 2018.
Nur zwei Tage später und ohne für die Senators aufzulaufen wurde Cole bereits zu den Columbus Blue Jackets transferiert, die dafür Nick Moutrey sowie ein Drittrunden-Wahlrecht im NHL Entry Draft 2020 nach Ottawa schickten. Bei den Blue Jackets beendete er die Saison, erhielt jedoch keinen weiterführenden Vertrag, sodass er sich im Juli 2018 als Free Agent der Colorado Avalanche anschloss und dort einen Dreijahresvertrag unterzeichnete. Vor Vollendung dessen wurde er jedoch im Januar 2021 im Tausch für Greg Pateryn an die Minnesota Wild abgegeben. Dort beendete er die Saison 2020/21, ehe er als Free Agent zu den Carolina Hurricanes wechselte. In gleicher Weise schloss er sich im Juli 2022 den Tampa Bay Lightning an, ebenso wie im Juli 2023 den Vancouver Canucks.
Im Oktober 2022 wurden Vorwürfe gegenüber Cole laut, er habe gegen Anfang seiner Karriere eine Minderjährige sexuell missbraucht. Das Opfer gab anonym über Twitter an, der Missbrauch habe über einen Zeitraum von vier Jahren stattgefunden, während sie in der High School war (Grooming). Die NHL kündigte eine Untersuchung der Vorwürfe an, sodass Cole von den Tampa Bay Lightning vorerst suspendiert wurde. Diese Untersuchung fand letztlich keine Hinweise auf Fehlverhalten von Cole.
Im weiteren Verlauf schloss sich Cole im Juli 2023 als Free Agent den Vancouver Canucks an, ebenso wie im Juli 2024 dem neu gegründeten Utah Hockey Club. Dieser trägt seit Mai 2025 den Namen Utah Mammoth.

### International
Für die USA nahm Cole an der U18-Junioren-Weltmeisterschaft 2007 sowie den U20-Junioren-Weltmeisterschaften 2008 und 2009 teil. Bei der U18-WM 2007 gewann er mit seiner Mannschaft die Silbermedaille.

## Erfolge und Auszeichnungen
| - 2009 Mason-Cup-Gewinn mit der University of Notre Dame - 2009 CCHA First All-Star Team - 2009 NCAA West First All-American Team | - 2016 Stanley-Cup-Gewinn mit den Pittsburgh Penguins - 2017 Stanley-Cup-Gewinn mit den Pittsburgh Penguins |

### International
- 2006 Silbermedaille bei der World U-17 Hockey Challenge
- 2007 Silbermedaille bei der U18-Junioren-Weltmeisterschaft

## Karrierestatistik
Stand: Ende der Saison 2024/25

### International
Vertrat die USA bei:
- World U-17 Hockey Challenge 2006
- U18-Junioren-Weltmeisterschaft 2007
- U20-Junioren-Weltmeisterschaft 2008
- U20-Junioren-Weltmeisterschaft 2009

(Legende zur Spielerstatistik: Sp oder GP = absolvierte Spiele; T oder G = erzielte Tore; V oder A = erzielte Assists; Pkt oder Pts = erzielte Scorerpunkte; SM oder PIM = erhaltene Strafminuten; +/− = Plus/Minus-Bilanz; PP = erzielte Überzahltore; SH = erzielte Unterzahltore; GW = erzielte Siegtore; 1 Play-downs/Relegation; Kursiv: Statistik nicht vollständig)